# Carex lasiolepis
Carex lasiolepis är en halvgräsart som beskrevs av Adrien René Franchet. Carex lasiolepis ingår i släktet starrar, och familjen halvgräs. Inga underarter finns listade i Catalogue of Life.